# Nintendo Technology Development
Nintendo Technology Development (abgekürzt NTD) ist eine Tochtergesellschaft des japanischen Videospielherstellers Nintendo und fungiert primär als Forschungs- und Entwicklungsabteilung. Gegründet wurde die Abteilung im Jahr 1996. Ihren Sitz hat sie in der Stadt Redmond im amerikanischen Bundesstaat Washington. Hauptaufgabe des Entwicklungszentrums ist die Erforschung und Entwicklung von zukünftiger Hardware-Technologie, die vor allem für den nordamerikanischen Markt gedacht ist. Der Leiter des Studios ist Howard Cheng.
Nintendo Technology Development konzentriert sich auf die Entwicklung verschiedener Hardware-Bauteile und Software-Routinen. Darüber hinaus befasst sich das Unternehmen mit der Programmierung von Hilfs-Software zur Spieleentwicklung für andere Nintendo-Studios in der Rolle eines First-Party-Entwicklers. Ebenso kooperiert NTD mit Entwicklern, die für Nintendo-Plattformen entwickeln und stellt auch diesen notwendige Software zur Verfügung.  
Allerdings arbeitet Nintendo Technology Development auch gemeinsam mit Nintendo Integrated Research & Development, welches von Genyo Takeda geleitet wird, an dem Design von Spielekonsolen. 

## Liste entwickelter Produkte
| Produktname                       | Jahr | Plattformen |
| --------------------------------- | ---- | ----------- |
| Lodgenet 64                       |      | Nintendo 64 |
| Wii U Wireless-Funktionen         | 2012 | Wii U       |
| Wii U GamePad Wireless-Funktionen | 2012 | Wii U       |